# Pannonia Valeria

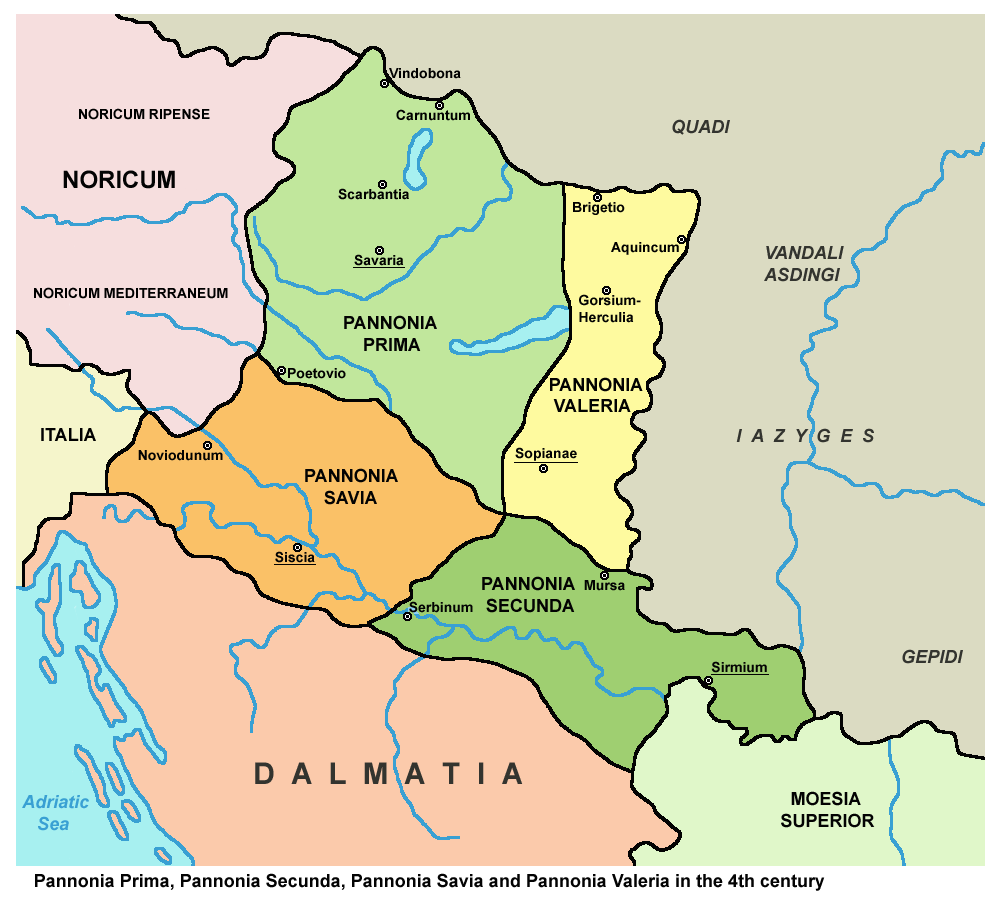
A 296. után keletkezett Pannonia Valeria elhelyezkedése Pannoniában.

Pannonia Valeria vagy egyszerűen Valeria az ókori Római Birodalom provinciája volt. 296-os alapítása Diocletianus római császár uralkodása idején volt. A provincia fővárosa Sopianae (mai néven Pécs) volt. Pannonia Valeriához tartoztak a mai Magyarország és Horvátország egyes részei. A tartomány nevét, Galerius Maximianus (kb. 250–311. május 5.) császár feleségének nevéről kapta. Sopianae városának a rómaiak idejében 8-10 ezer lakosa volt.

## Története

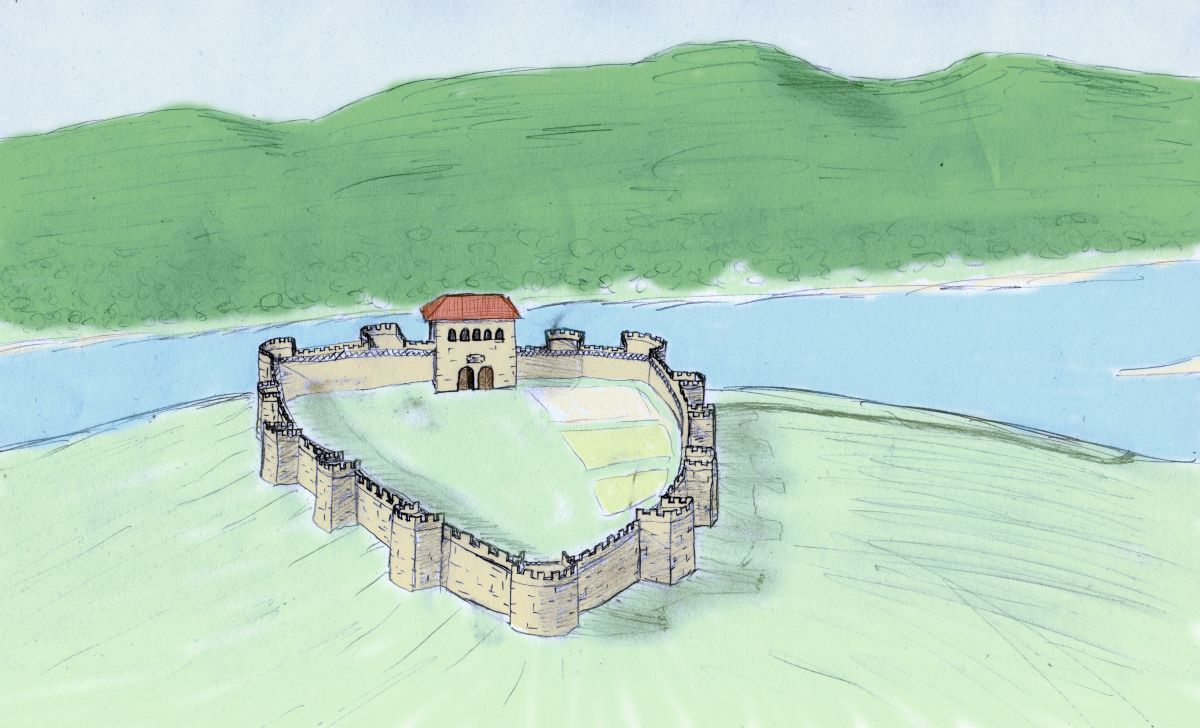
Pone Navata római erőd rekonstrukciós rajza

284-ben Diocletianus császár került hatalomra, és kiépítette a dominatus rendszerét, amely jelentős változásokat hozott a birodalom életében. A provinciák száma a dominatus korában megnégyszereződött: egy-egy provinciát többfelé osztottak, kisebb közigazgatási egységekre. A két Pannoniát Diocletianus 296-ban négy részre osztotta:
Pannonia Superiort Pannonia Primára (északnyugat, Savaria központtal) és Pannonia Saviára (délnyugat, Siscia központtal), míg Pannonia Inferiort Pannonia Secundára (délkelet, Sirmium központtal) és Pannonia Valeriára (északkelet, Sopianae központtal).
A határt a két Pannónia közt egy képzelt vonal teszi az Arabo folyótul a Száváig, a hol az Urbas (Verbász) folyó szegik bele. — Utolsó éveiben Gralerius császár (Kr. u. 308—311) Alsó Pannoniának nagy részét az által tévé mívelhetővé, hogy a Pelsó tónak áradó vizeit lecsapolta a Dunába, s a rengeteg erdőséget irtogatta. Egész egy új tartományt nyervén, azt nejének tiszteletére Valerianak nevezé el (a mint Ammianus Marcellinus XIX, 11. mondja »ad honorem Valeriee, Diocletiani filiae et institutam et ita cognominatam). Ez az új tartomány tehát a mai Pilis, Veszprém, Székesfejérvár, Tolna, Baranya megyékbül állott.

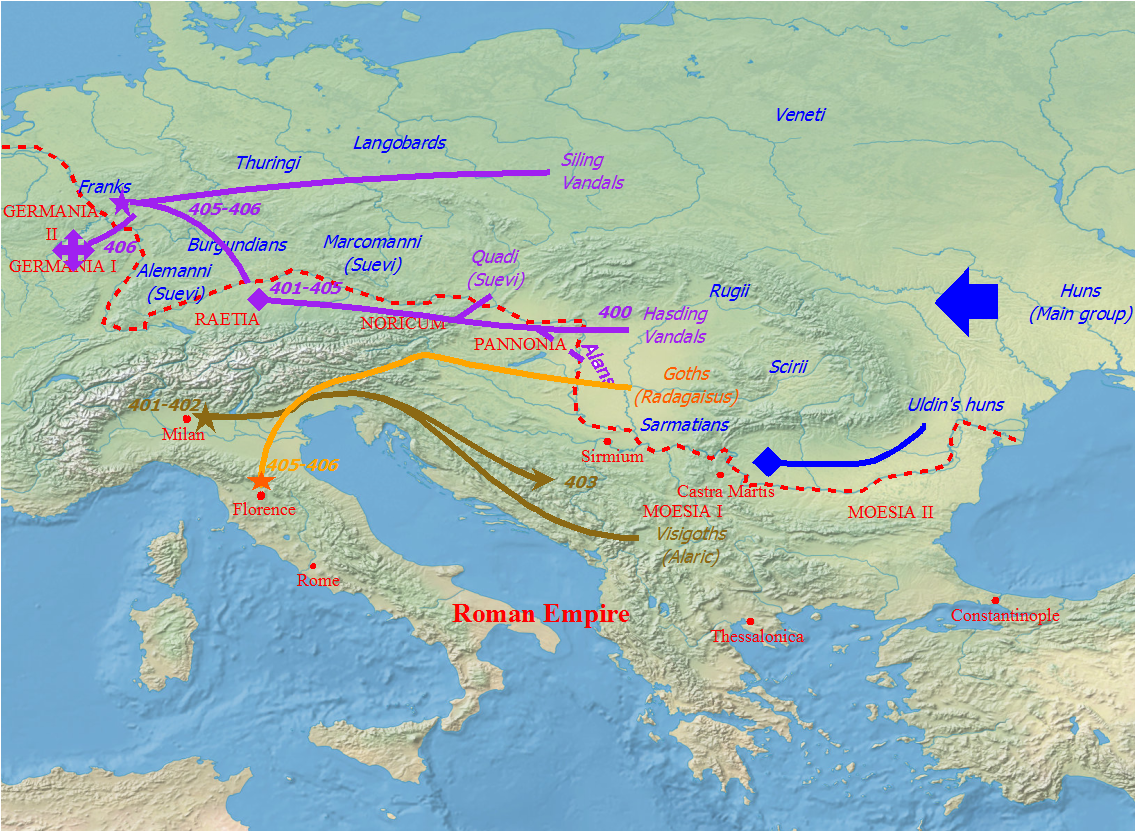
A hunok támadása, a 408–410. évi hun támadás során a rómaiak Pannonia Valeriát átadták a hunoknak

409-ben a rómaiak Pannonia Valeriát átadták az időközben egyre előretörő hunoknak. A korábbi pannoniai provinciák teljesen elvesztek, és az 5. század végére a terület teljesen elveszítette római jellegét.